# Sophia Kleinherne
Sophia Kleinherne (født 12. april 2000) er en kvindelig tysk fodboldspiller, der spiller forsvar for Eintracht Frankfurt i 1. Frauen-Bundesliga og Tysklands kvindefodboldlandshold.
Hun blev første gang udtaget til det tyske A-landshold i 2019 af landstræner Martina Voss-Tecklenburg, til en venskabskamp mod England, den 9. november. Hun blev efterfølgende udtaget til EM i kvindefodbold 2022 i England.
Hun blev i januar 2020 inkluderet i UEFA's liste over ti lovende talenter for fremtiden.